# Alessia Crippa
Alessia Crippa (* 26. Juni 2000) ist eine italienische Skeletonpilotin.

## Karriere
Die ehemalige Skirennfahrerin wechselte zum Skeleton-Sport und debütierte in der Saison 2015/16 im Skeleton-Europacup. Ihren ersten Wettbewerb absolvierte sie am 14. Januar 2016 auf der Kunsteisbahn Königssee in Schönau am Königssee. Sie beendete den Wettbewerb auf den 21. Platz. Einen Tag später belegte sie beim zweiten Wettbewerb im Königssee den 25. Platz. Den 21. Platz als ihr bestes Saison-Resultat bestätigte sie am 27. Januar in St. Moritz beim dortigen Europacup-Rennen. Einen Tag später belegte sie beim zweiten Wettbewerb den 23. Platz. Durch diese vier Starts sammelte sie 34 Punkte und belegte am Saisonende in der Gesamtwertung den 33. Platz. In der darauffolgenden Saison ging sie erneut im Skeleton-Europacup an den Start und konnte dabei erneut keine Platzierungen und den Top 20 belegen. Ihre beste Platzierung war am 17. November 2016 am Königssee der 23. Platz.
Nachdem sie in die Saison 2017/18 mit zwei 24. Plätzen in Winterberg startete, konnte sie erstmals am 12. Januar 2018 in Altenberg einen Top-20-Resultat erreichen und beendete den Wettbewerb auf den 16. Platz. Eine Woche später konnte sie den 16. Platz am 19. Januar auf der Bahn in Innsbruck-Igls verbessern und beendete dort den Wettbewerb auf den 15. Platz. Bei den vier Wettbewerben konnte Alessia Crippa 56 Punkte und belegte damit in der Gesamtwertung den 29. Platz. Zum Abschluss der Saison nahm sie erstmals in ihrer Karriere an einer Skeleton-Juniorenweltmeisterschaft teil und konnte am 25. Januar 2018 bei der Skeleton-Juniorenweltmeisterschaft 2018 in St. Moritz als beste Italienerin den 13. Platz belegen.
In die Saison 2018/19 startete sie in Innsbruck am 16. und 17. November 2018 mit einem 17. und einem 14. Platz. Beim Europacup in Altenberg konnte sie am 11. Januar 2019 erstmals einen Top-Ten-Platz im Skeleton-Europacup belegen, als sie den Wettbewerb auf den achten Platz beendete. Einen Tag später belegte sie beim zweiten Rennen auf den ENSO-Eiskanal erneut den achten Platz. Am Ende der Saison belegte sie mit 140 Punkten den 17. Rang. Zum Abschluss der Saison nahm sie am 3. Februar in Königssee an der Juniorenweltmeisterschaft 2020 teil. Mit den 14. Platz war sie erneut wie im Vorjahr die beste Italienerin.
In der Saison 2019/20 ging Alessia Crippa in allen drei Skeleton-Rennserien an den Start. In die Saison startete sie am 23. November 2019 in Sotschi und debütierte dabei im Skeleton-Intercontinentalcup. Ihr Debüt beendete sie mit dem neunten Platz auf einen Top-Ten-Platz. Einen Tag später belegte sie beim zweiten Rennen im Sliding Center Sanki erneut den neunten Platz. Nachdem sie sowohl am 7. Dezember in Winterberg als auch am 14. Dezember in Königssee jeweils den siebten Platz im Skeleton-Intercontinentalcup belegte, startete sie am 10. Januar 2020 in Innsbruck im Europacup. Hinter der Russin Alina Tararytschenkowa vor ihrer eigenen Teamkollegin Valentina Margaglio beendete sie das Rennen auf den zweiten Platz. Einen Tag später belegte sie beim zweiten Rennen auf dem Olympia Eiskanal Igls den zweiten Platz diesmal hinter Amelia Coltman aus dem Vereinigten Königreich und vor der Russin Alina Tararytschenkowa.
Nachdem sie am 18. Januar 2020 in Sigulda den siebten Platz beim Europacup-Rennen belegte, durfte sie für Italien am 24. Januar im Skeleton-Weltcup debütieren. Im Königssee belegte sie bei ihrem ersten Weltcup-Rennen im ersten Lauf den 22. Platz, wodurch sie den zweiten Lauf verpasste. Am 9. Februar 2020 ging Alessia Crippa in Winterberg bei der Skeleton-Juniorenweltmeisterschaft 2020 an den Start und konnte dort den als beste italienische Starterin den achten Platz belegen. Durch die Saisonresultate konnten Alessia Crippa und Valentina Margaglio über das IBSF-Ranking für Italien zwei Startplätze bei den Bob- und Skeleton-Weltmeisterschaften sichern. Am 28. und 29. Februar 2020 wurde in Altenberg bei den Bob- und Skeleton-Weltmeisterschaften 2020 in vier Läufen die Weltmeisterin im Skeleton gesucht. Vor dem ersten Lauf riss der Gurt von Crippas Helm. Aufgrund dessen wurde ihr Start nach hinten verschoben, damit man ihr einen Ersatzhelm besorgen konnte. Trotz dieses Vorkommnis gab Alessia Crippa ihr Debüt und konnte die Weltmeisterschaften auf den 22. Platz beenden. Am 1. März startete sie gemeinsam mit Amedeo Bagnis auf dem ENSO-Eiskanal bei dem erstmals ausgetragenen Mixed-Wettbewerb und die beiden beendeten den Wettbewerb auf den 14. und damit vorletzten Platz.